# Érica Matos
Erica dos Santos Matos (Salvador, 24 de maio de 1983) é uma boxeadora amadora brasileira.

## Biografia e carreira
Natural de Salvador, capital da Bahia, Matos praticava futsal antes de um colega de classe a convidar para ter aulas de boxe com ele em 2005. Gostando do esporte, Matos decidiria se dedicar mais a ele após vencer um campeonato nacional em Salvador. Ela foi treinada por Luiz Dórea, mais conhecido por treinar o campeão mundial Acelino Freitas, o Popó.
Embora Matos tenha caído nas oitavas de final do Campeonato Mundial de Boxe Amador de 2012, seus resultados consistentes no ciclo 2011-12 lhe renderam uma vaga por convite da Associação Internacional de Boxe para representar o Brasil nos Jogos Olímpicos de Verão de 2012, realizados em Londres, no Reino Unido, na categoria peso mosca feminino. Nas oitavas de final ela perdeu para Karlha Magliocco da Venezuela por 14-15. Ela se tornou a primeira mulher brasileira a lutar boxe em Olimpíadas.
Matos é casada com o também boxeador Robson Conceição, que também lutou em Londres e que, mais tarde, se tornaria o primeiro campeão olímpico brasileiro de boxe em 2016. O casal tem uma filha, Sophia. Após os Jogos, Matos declarou que tiraria uma licença sabática do boxe para cuidar da família.

## Principais conquistas
Campeonato Pan-Americano de Boxe Feminino
- Ouro – Peso Mosca - até 46kg (2007)[8]